# 11月的蕭邦
『11月的蕭邦』（11月のショパン、英: November's Chopin）は、台湾の歌手、周杰倫（ジェイ・チョウ）のアルバム。

## 収録曲

### CD
1. 夜曲 / Nocturne （3'46"）
作詞:方文山、作曲:周杰倫、編曲:林邁可
2. 藍色風暴 / Blue Storm （4'44"）
作詞:方文山、作曲:周杰倫、編曲:洪敬尭
3. 髪如雪 / Snow-like Hair （4'59"）
作詞:方文山、作曲:周杰倫、編曲:林邁可
4. 黒色毛衣 / Black Sweater （4'09"）
作詞・作曲:周杰倫、編曲:林邁可
5. 四面楚歌 / No Way Out （4'05"）
作詞・作曲:周杰倫、編曲:洪敬尭
6. 楓 / Maple （4'35"）
作詞:宋健彰（彈頭）、作曲:周杰倫、編曲:鍾興民
7. 浪漫手機 / Romantic Cell Phone （3'58"）
作詞:方文山、作曲:周杰倫、編曲:蔡科俊Again
8. 逆鱗 / The Emperor's Wrath （3'52"）
作詞:黄俊郎、作曲:周杰倫、編曲:鍾興民
9. 麦芽糖 / Maltose （4'18"）
作詞:方文山、作曲:周杰倫、編曲:洪敬尭
10. 珊瑚海 / The Coral Sea （4'14"）
作詞:方文山、作曲:周杰倫、編曲:鍾興民
梁心頭（Lara）とのデュエット
11. 飄移 / Drifting （4'02"）
作詞:方文山、作曲:周杰倫、編曲:林邁可
「頭文字D THE MOVIE」オリジナル主題曲（BONUS TRACK）
12. 一路向北 / All The Way North （4'54"）
作詞:方文山、作曲:周杰倫、編曲:蔡科俊Again
「頭文字D THE MOVIE」オリジナル挿入曲（BONUS TRACK）

### DVD
1. 夜曲 MV
2. 髪如雪 MV
3. 一路向北 MV